# Матвій Онацький
Матві́й Она́цький (Матяш (Матіяш) Онацькович) (?—?) — український державний діяч 17 століття. Козак Корсунського полку. Учасник Хмельниччини. Згадується в «Реєстрі Війська Запорозького» 1649 року як корсунський полковий суддя. Військовий суддя (1649–1651) за гетьманування Богдана Хмельницького.